# Зубовка (Харьковская область)
Зубовка (укр. Зубівка), село, Рябоконевский сельский совет, Краснокутский район, Харьковская область, Украина.
Код КОАТУУ — 6323586204. Население по переписи 2001 года составляет 26 (11/15 м/ж) человек.

## Географическое положение
Село Зубовка находится на левом берегу реки Мерла, выше по течению на расстоянии в 2 км расположено село Слободка, ниже по течению примыкает село Комаровка, на противоположном берегу — Колонтаев. Село окружено лесным массивом.

## История
- 1910 — дата основания.